# 克丽·霍尔
克丽·霍尔（英語：Kerry Hore，1981年7月3日—），澳大利亚女子赛艇运动员。她曾代表澳大利亚参加2004年、2008年、2012年和2016年夏季奥林匹克运动会赛艇比赛，其中2004年奥运会获得一枚铜牌。